# Выжить в Йобурге
Выжить в Йобурге (англ. Alive in Joburg) — канадский научно-фантастический макетный короткометражный фильм 2006 года, снятый режиссёром Нилом Бломкампом, с Шарлто Копли, Джейсоном Коупом и Дави Акерманн в главных ролях. Фильм Бломкампа 2009 года, «Район № 9», снова с Копли и Коупом в главной роли, расширяет темы и элементы из этого короткометражного фильма.

## Сюжет
В 1990 году в Йобурге проживает некоторое количество внеземных беженцев, чьи большие космические корабли (по оценкам — длиной почти в километр) парят над городом. Когда пришельцы впервые прибыли — население было в восторге от «био-костюмов» инопланетян и прочих инопланетных технологий и приветствовало их с распростёртыми объятиями. Однако пришельцы позже начали переезжать в другие районы города, совершать преступления, чтобы выжить, и участвовать в столкновениях с полицией. Часть фильма отснята в стиле «документального кино», и включает в себя интервью и кадры, снятые с карманных камер, демонстрирующие растущее напряжение между гражданским населением Земли и инопланетными эмигрантами.
По словам людей, «опрошенных» в фильме, инопланетяне были пленниками (рабами или слугами), вынужденными жить в «условиях, которые не были хорошими» и убежавшими на Землю. Действие фильма разворачивается в 1990 году, когда апартеид по-прежнему правит в Южной Африке, и инопланетяне вынуждены жить среди уже угнетённого чёрного населения, вступая конфликт как с ним, так и с белыми или смешанными группами.
Все диалоги, в которых явно не присутствует понятие «инопланетяне», были взяты из реальных интервью с южноафриканцами, в которых спрашивалось их мнение о зимбабвийских беженцах.

## Инопланетяне
Инопланетные виды в «Выжить в Йобурге» никогда не называются, говорят они на неопределенном языке, и часто упоминаются просто как «они» или «инопланетяне». Один гражданин называл их «шестепква». В своих костюмах они напоминают двуногих гуманоидных роботов. Без костюмов сразу становится очевидно их негуманоидное строение — отсутствие волос и ушей, щупальца вокруг ротового отверстия.
Поначалу в "документальных" сценах глаза пришельцев закрыты пятном из пикселов, как это делается на кадрах оперативной съёмки, чтобы нельзя было опознать людей из этих кадров. В конце же фильма анонимность пришельцев уже не соблюдается - их показывают и общим планом, и крупным без пикселей.
Корабли инопланетян щупальцами-шлангами вытягивают воду и тепло из градирен на электростанциях, чем вызывают недовольство населения - "Они воруют наши ресурсы!!!". Также никого не радуют создаваемые кораблями пришельцев помехи воздушному транспорту.
В итоге изначально радушно встреченные инопланетяне постепенно становятся никому не нужной помехой, вызывающей раздражение и отвращение, и даже злобу и ненависть.

## Наследие
После съёмок «Выжить в Йобурге» Нил Бломкамп был нанят, чтобы срежиссировать продюсируемый Питером Джексоном фильм, основанный на серии видео-игр Halo. Фильм так и не был снят, но Бломкамп сумел убедить Джексона создать фильм по мотивам идей о пришельцах и сегрегации. Этим фильмом стал «Район № 9», который включил в себя некоторые идеи из «Выжить в Йобурге».
Мировая премьера состоялась 13 августа 2009 года, режиссёр — Нил Бломкамп, продюсеры — Питер Джексон и Кэролинн Каннингем. Фильм был снят при участии Шарлто Копли и Джейсона Коупа, которые также участвовали в «Выжить в Йобурге». «Район № 9» получил четыре номинации на премию «Оскар», 7 номинаций на награды британской киноакадемии, 5 номинаций Гильдии кинокритиков и одну номинацию на премию «Золотой глобус». Фильм выиграл в 2009 году премию «Брэдбери» от писателей-фантастов Америки.